# Holzbrücke Rapperswil–Hurden (2001)

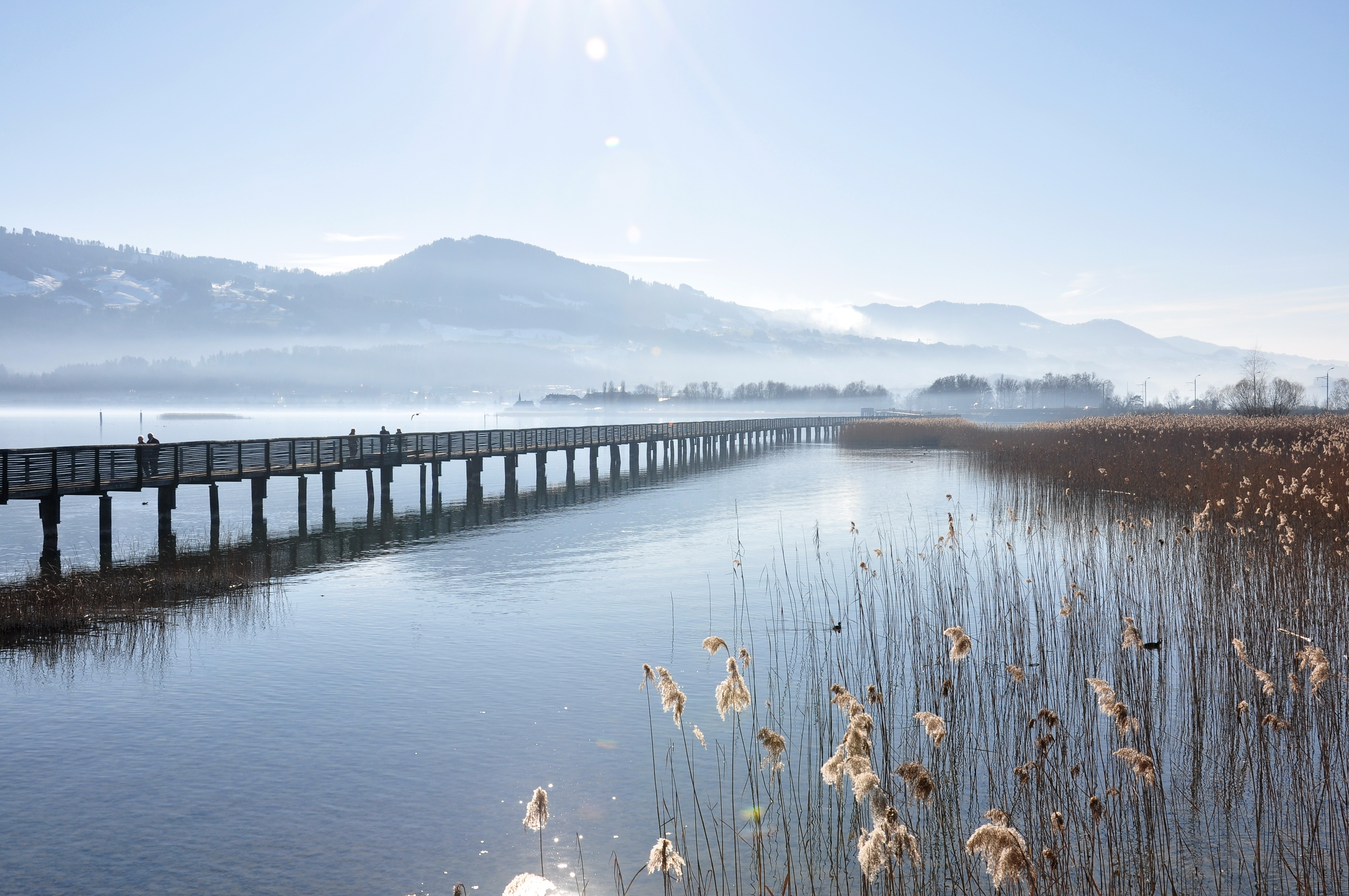
Brückenverlauf von Rapperswil nach Hurden über den Obersee

Die am 6. April 2001 eröffnete Holzbrücke Rapperswil–Hurden, auch Holzsteg Rapperswil–Hurden genannt, ist eine Holzbrücke für Fussgänger zwischen Rapperswil im Kanton St. Gallen und Hurden im Kanton Schwyz. Östlich vom Seedamm von Rapperswil und ungefähr parallel zu diesem überquert er den Obersee, den östlichen Teil des Zürichsees. Der 841 Meter lange Steg ist längste Holzbrücke der Schweiz. Der zu den Jakobswegen zählende Schwabenweg führt über diesen Holzsteg.

## Masse und Material
Der Holzsteg ist 841 Meter lang und 2,4 Meter breit. Die lichte Höhe über dem Seepegel beträgt längstenteils 1,15 Meter. Im Bereich der beiden Schifffahrtsrinnen auf der Rapperswiler und der Hurdener Seite, jeweils nahe beim Ende des Holzstegs, hat der Steg dieselbe lichte Höhe wie der Seedamm, um Booten und kleinen Schiffen Durchfahrt zu ermöglichen. Entsprechend steigt der Steg zu diesen Bereichen hin an.
Mit wenigen Ausnahmen (Jochträger, Abschrankung, Verbindungsteile) besteht die Brücke aus unbehandeltem Eichenholz. Verbaut wurden 233 Pfähle mit 7 bis 16 Metern Länge – insgesamt 415 Kubikmeter Eichenholz – und 61 Tonnen Stahl.

## Geschichte

### Hintergrund und Planung
Seit Jahrtausenden hatte es Holzbrücken zwischen Rapperswil und Hurden gegeben, zuletzt die von 1360 bis 1878 bestehende Holzbrücke, die vom Seedamm von Rapperswil abgelöst wurde. Über den Seedamm verläuft eine Schnellstrasse und eine Eisenbahnlinie. Über den Seedamm fuhren 1989 durchschnittlich 23'800 Autos (inklusive Lkw) pro Tag, im Jahr 2002 waren es genauso viele (23'830 pro Tag), das heisst, der Seedamm wurde vom Autoverkehr ständig an der Kapazitätsgrenze genutzt. Der Lärm und die Abgase waren insbesondere für Fussgänger auf dem Seedamm belastend.
In den frühen 1970er Jahren diskutierten der «Verkehrs- und Verschönerungsverein Rapperswil-Jona» (VVRJ) und der «Verband zum Schutz des Landschaftsbildes am Zürichsee» die Idee, angelehnt an die vormalige Holzbrücke wieder eine Holzbrücke zu errichten. 1975 wurde ein Projektierungskredit von 10'000 Franken genehmigt, eine Projektstudie wurde aber erst 1985 erstellt.
Im August 1998 formierte sich die «Arbeitsgemeinschaft Fussgänger-Holzsteg Rapperswil-Hurden». Sie erstellte die Projektvorgaben und organisierte die Zusammenarbeit der anliegenden Kantone St. Gallen und Schwyz, der Bezirke See-Gaster und Höfe sowie der Gemeinden Rapperswil-Jona und Freienbach.
Die Planungs- und Baukosten von 3'050'000 Franken wurden überwiegend durch Spenden finanziert. Die Stadt Rapperswil und die Gemeinde Freienbach übernahmen gemeinsam die Bauherrschaft und übertrugen sie einer Objektbaukommission. Im Frühjahr 2000 erteilten die zuständigen Kantone St. Gallen und Schwyz die Baubewilligungen.

### Bau und Eröffnung
Die Brücke wurde von einem auf Holz- und Wasserbau spezialisierten Unternehmen in Zürich gebaut. Der Brückenschlag begann nach der Brutzeit von Fischen und Vögeln am 9. August 2000 mit der ersten Pfahlrammung.
Am 6. April 2001 wurde die Brücke eröffnet. Die Einweihung wurde durch Georg Holzherr vollzogen, den Abt des Klosters Einsiedeln. Wie in früheren Jahrhunderten wurde als erstes Lebewesen ein Geissbock über die Brücke gelassen.
Anfänglich wurde die Lebensdauer auf 50 bis 70 Jahre geschätzt. Im Jahr 2022 wurde allerdings berichtet, dass die Brücke wegen Pilzbefall bereits «Altholz» sei.

## Nutzung

### Naherholung und Wanderweg
In der Sommersaison 2002, ein Jahr nach der Eröffnung, wurde die Holzbrücke von rund 115'000 Personen besucht, mehrheitlich Erholungssuchende aus der näheren Umgebung. Sie wurde ein beliebtes Ausflugsziel und trug positiv zur touristischen Entwicklung der Region bei (Stand 2003).
Der Kanton St. Gallen klassifiziert die Brücke als Gemeindeweg 1. Klasse, im Kanton Schwyz wurde sie als Wanderweg in das kantonale Wanderwegnetz aufgenommen. Der Seeübergang ist Teil des Europäischen Fernwanderwegs E1 (Flensburg–Genua).

### Pilgerweg

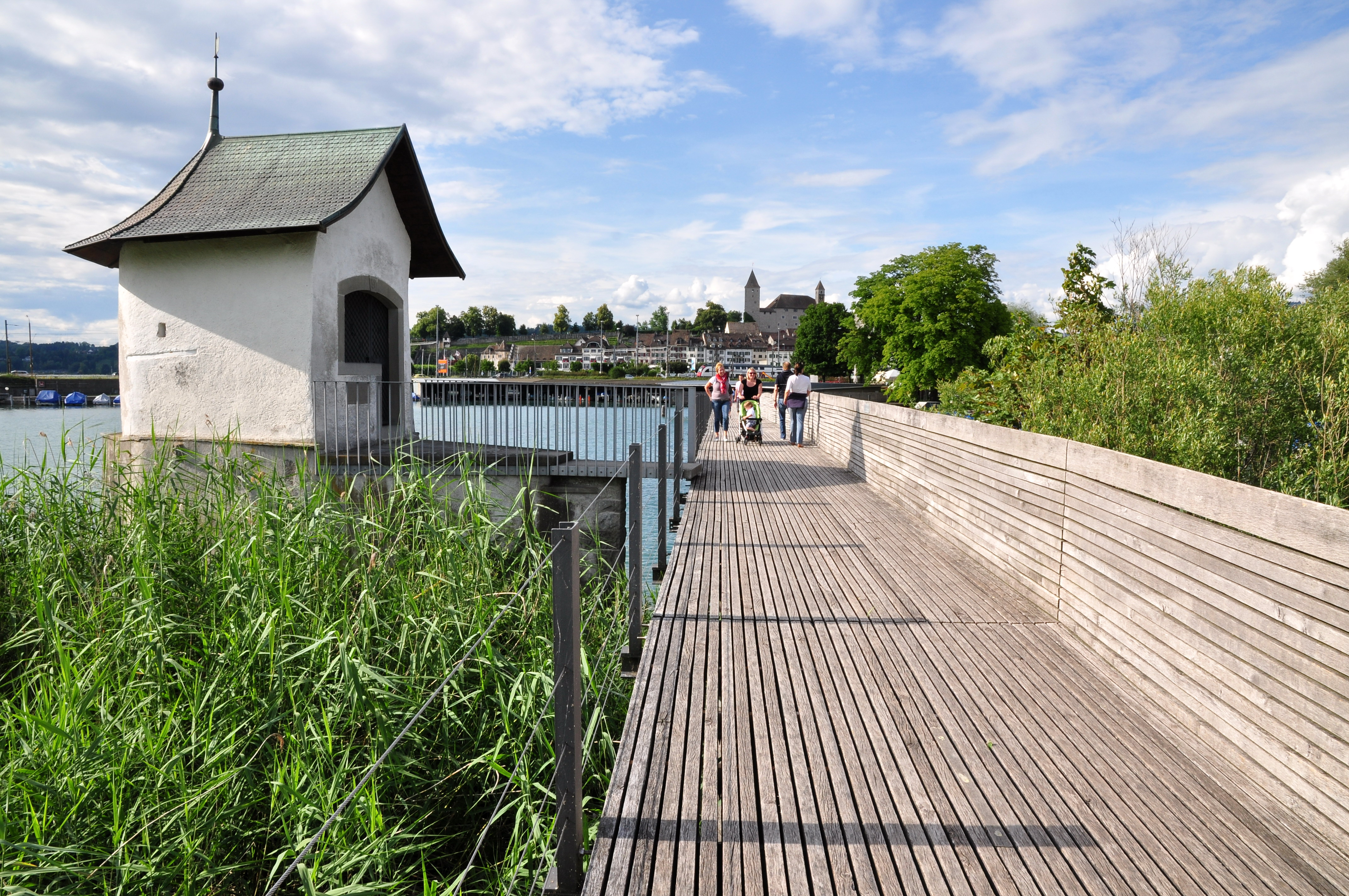
Das Heilig Hüsli am Holzsteg, im Hintergrund Rapperswil

Die vorige Holzbrücke (1360–1878) ist nicht zuletzt als «Pilgersteg» bekannt geworden. Der historische Holzsteg wurde Bestandteil des Schwabenwegs, der von Konstanz nach Einsiedeln führt. Die neue Holzbrücke knüpft daran an und stellt die Route des alten Pilgerwegs über den Zürichsee wieder her. Der Schwabenweg zählt zu den Jakobswegen in der Schweiz. Er wird von Jakobspilgern begangen, ist aber auch sonst als Wanderweg beliebt.
Wie bei der Vorgängerbrücke verläuft der Holzsteg unmittelbar am Heilig Hüsli vorbei. Diese alte Brückenkapelle ist Eigentum der Gemeinde Rapperswil-Jona und steht unter Denkmalschutz. Zum Jubiläum «10 Jahre Holzsteg» schuf die Künstlerin Marlies Pekarek eine Madonna als Wandbild im Innenraum der Kapelle. Das Werk wurde am 9. April 2011 eingeweiht und gesegnet.

## Naturschutz
Die kleinen Inseln beim Heilig Hüsli stehen seit 1979 unter Naturschutz. Mit dem Neubau wurde das Schutzgebiet erweitert, es umfasst nun die ganze Seeoberfläche zwischen dem Seedamm und der Holzbrücke.
Die mit Sträuchern, Bäumen und Schilf bewachsenen Inseln sind ein national bedeutendes Vogelbrutgebiet, zu dessen regelmässigen Bewohnern Haubentaucher, Höckerschwan, Stockente, Kolbenente, Reiherente, Eiderente, Blässhuhn, Lachmöwe, Schwarzkopfmöwe und Fluss-Seeschwalbe zählen. Der Seedamm ist zudem als Route für Zugvögel bedeutend. Auch Wintergäste besuchen das Gebiet. In Rapperswil-Jona wurden seit 2012 in jedem Jahr rund 200 verschiedene Vogelarten registriert (Stand 2022). In den ersten fünf Jahren nach der Eröffnung wurden keine auffälligen Veränderungen im Verhalten der Vögel und der Brutbestände beobachtet.